# KkStB T
Die Dampflokomotivreihe kkStB T war eine Schmalspur-Tenderlokomotivreihe der k.k. Staatsbahnen Österreichs. Sie war die kleinste Schmalspurlokomotive der kkStB und auch der späteren ÖBB.

## Konstruktion

Zug der Waldbahn Teslić mit Krauss-Lokomotive

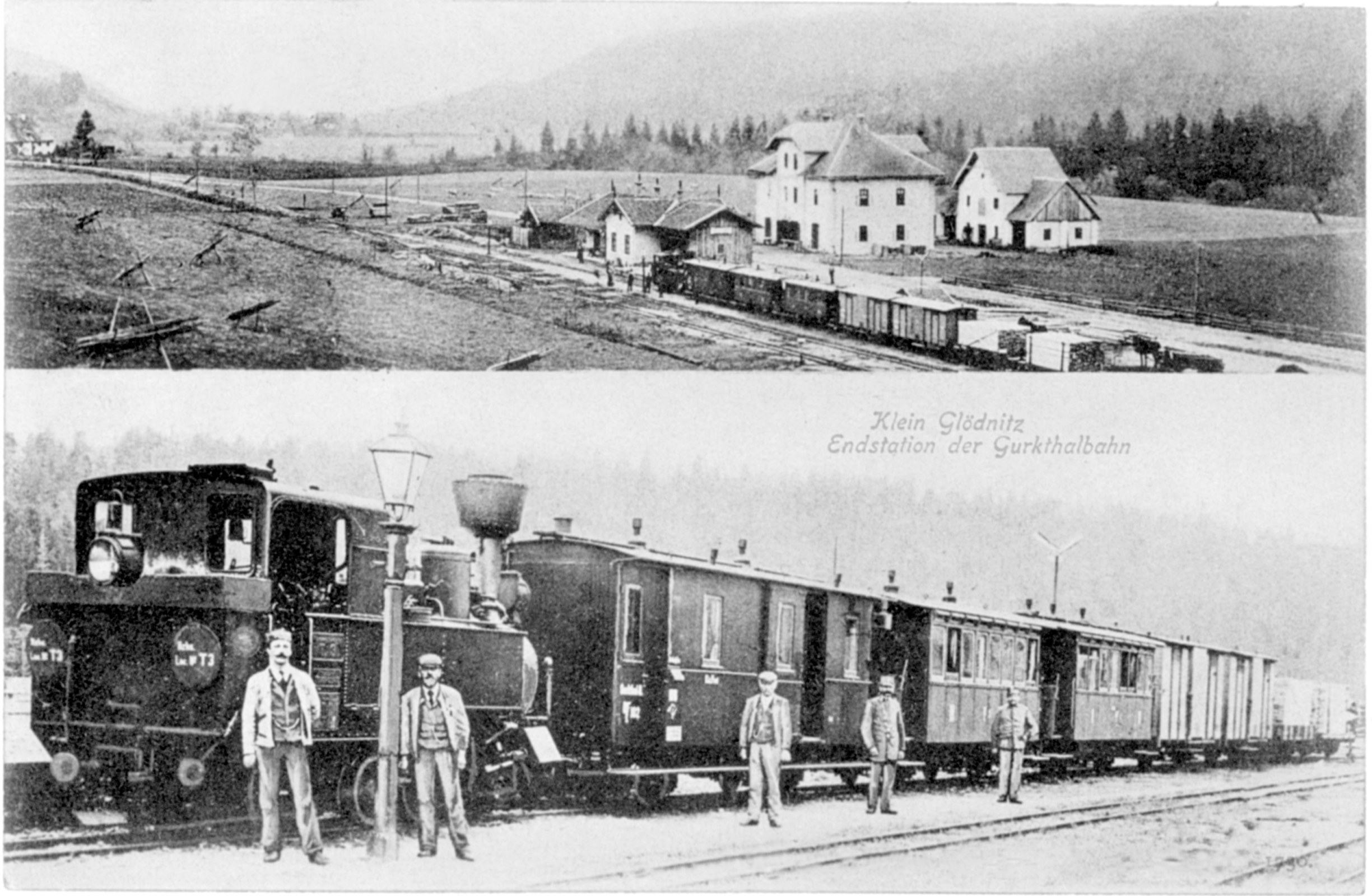
Postkarte von 1900 mit Bahnhof Klein Glödnitz und einem Zug mit Lok T.3

Die Lokomotivfabrik Krauss in Linz entwickelte 1897 eine, auf Erfahrungen mit der Reihe U basierende, leichte C1’-gekuppelte Schmalspurtenderlokomotive mit dem Krauss-Kesseltyp A VIII.
Die Maschinen waren wesentlich schwächer als die der Reihe U. Wie diese hatte die T einen Innenrahmen bei den Kuppelachsen, der in einen Außenrahmen bei der Schleppachse überging, was den Einbau einer breiten Feuerbüchse erlaubte. Sie war mit einer auf Flachschieber wirkenden Heusingersteuerung ausgestattet. Als Sicherheitsventile dienten die zu dieser Zeit üblichen Federwaagventile, der Schornstein war mit einem Kobel als Funkenfänger ausgestattet.

## Geschichte
Die erste Lokomotive dieser Type wurde 1898 an die Bosnische Holzverwertungs AG in Teslić geliefert, die sie auf ihrem Waldbahnnetz unter der Bezeichnung DD1 einsetzte. Zwischen 1898 und 1904 wurde noch drei weitere Lokomotiven dieser Bauform für die Waldbahnen um Teslić geliefert.
Die kkStB beschafften 1898 drei Stück dieser Schmalspurlokomotiven für die Gurktalbahn von Treibach-Althofen nach Kleinglödnitz. Aus dem Anfangsbuchstaben von Treibach resultiert auch die Bezeichnung dieser Lokomotivreihe. 1902 kamen weitere zwei Stück zur am 5. Oktober 1902 eröffneten Lokalbahn Kühnsdorf–Eisenkappel (Vellachtalbahn), auf der zunächst die kkStB den Betrieb führten. Am 20. Mai 1903 ging die Betriebsführung an die Südbahn (SB) über. Auf der Gurktalbahn hatte sich die Reihe T als brauchbar erwiesen, da der Verkehr gering war und diese keine nennenswerten Steigungen aufwies. Im Vellachtal waren sie aber wegen der Neigungsverhältnisse wesentlich stärker gefordert und wurden früher von stärkeren Typen verdrängt.
1931 kamen mit der Verstaatlichung der Gurktalbahn die drei kkStB-Lokomotiven zur BBÖ. Von den beiden Südbahnmaschinen verblieb die T.5 auf der Vellachtalbahn und wurde nach deren Verstaatlichung als BBÖ T.4 bezeichnet. Sie wurde bereits 1932 ausgemustert. Die ursprüngliche T.4 war während des Kärntner Abwehrkampfes durch Truppen des SHS-Staates abtransportiert worden. Sie kam als 187-001 der JDŽ auf verschiedenen Schmalspurbahnen Jugoslawiens zum Einsatz.
Die drei Gurktaler T wurden 1938 von der Deutschen Reichsbahn als 99 7801–7803 umbezeichnet. Nach dem Zweiten Weltkrieg kamen die drei Lokomotiven zur ÖBB, die sie nach dem Nummernschema von 1953 als 198.01–03 bezeichnete. In den 1950er-Jahren waren 198.01 und 02 auf der Gurktalbahn noch als Reserve im Betrieb, 198.03 war zuletzt auf der Vellachtalbahn stationiert. Bis 1960 wurden sie ausgemustert und verschrottet. Initiativen von Eisenbahnfreunden, die 198.01 als Museumsstück zu bewahren, scheiterten an den finanziellen Mitteln.

## Verbleib
Als einzige Lokomotive der Reihe blieb die (nie als T bezeichnete) Lok DD1 der Usoratalbahn erhalten. Sie wurde in Teslić als Denkmal aufgestellt.

## Ähnliche Lokomotiven
Die Lokomotivfabrik Krauss in München baute ebenfalls einige Variationen der Reihe T für mehrere Spurweiten, gemeinsam war ihnen das Fahrwerk mit dem Krauss-Helmholtz-Gestell und das sehr ähnliche Triebwerk. Unter anderen wurden folgende Exemplare produziert:
- Für die Zuckerfabrik Pelplin die Lokomotiven 1 und 2 sowie die Nummer 5.
- Für die Opalenitzaer Kleinbahnen eine Lokomotive vom Krauss Typ XXXVbh.
- Für Waldbahnen in Bosnien einige Exemplare, so beispielsweise die Fabriksnummern 4410 bis 4412 im Jahr 1900 und 1901 die Loks 4378 und 4379 für die Waldbahn der Firma Eissler & Ortlieb in Zavidovići.[4]